# Englebert II de Fauquemont
Englebert de Fauquemont ou Englebert de Valkenburg (aussi connu comme Englebert de Cologne ; vers 1220 - Bonn, 20 octobre 1274) est un archevêque de l'archidiocèse de Cologne. Il occupe cette fonction de 1261 jusqu'à son décès en 1274.

## Biographie
Englebert est le plus vieux fils de Thierry I de Heinsberg et Fauquemont de son mariage avec Beatrix de Kyrberg-Dhaun. En 1253 Englebert est archidiacre à Liège et à partir de 1257, il est prévot. Le 2 octobre 1261 il élu archevêque par le chapitre de Cologne. A cette position élevée, Englebert est confronté à de nombreuses difficultés. Surtout avec les bourgeois de la cité et leur agitation perpétuelle. Ceux-ci refusent de payer les taxes imposées pour financer l'achèvement de la cathédrale de Cologne. En outre, le refus d'Englebert d'accorder l'amnistie à un certain nombre de résidents de Cologne en exil a fait sensation. Englebert a eu recours à la violence pour contrôler la bourgeoisie rebelle de plus en plus persistante. Cependant, cela s'est retourné contre lui. Englebert a été emprisonné pendant 20 jours en 1263 et exilé en 1268. Ensuite il installe sa résidence près de Bonn.
Après la défaite de la bataille de Zülpich en octobre 1267, Englebert est emprisonné par Guillaume IV de Juliers dans le château de Nideggen. À des heures régulières, la cage, contenant Englebert capturé, était mise à l'extérieur afin que les gens puissent le voir et se moquer de lui. Ce genre d'humiliation était courante au Moyen Âge. Lorsque le Pape a entendu parler de cette humiliation du deuxième ecclésiastique le plus important du monde catholique, il a tenté d'intervenir. En réponse à la demande de libération du pape, Guillaume a cependant répondu qu'il pensait qu'il ne tenait pas un prélat, mais un oiseau de proie qu'il avait capturé sur son propre territoire.
Ensuite le frère d'Englebert, Thierry II de Fauquemont, est intervenu dans le conflit. Soutenu par les armées du duc Waléran IV de Limbourg, du seigneur de Heinsberg et du comte Thierry VI de Clèves, il assiégea la ville de Cologne. Plusieurs fois, ils ont pris d'assaut les murs de la ville, qui ont été ironiquement construits par l'un des ancêtres de Thierry, Philippe I de Heinsberg. Cependant, ils n'ont pas pu percer la défense de la ville. Thierry a alors voulu s'introduire dans la cité avec un groupe de chevaliers, par un tunnel creusé sous l'enceinte. Mais ils furent remarqués. Dans les combats qui s'ensuivirent, Thierry II trouva la mort.
Trois années passèrent avant que le conflit ne s'achève, et Englebert fut libéré. Deux ans plus tard, Englebert a couronné Rodolphe Ier de Habsbourg empereur. Il décède en 1274, quelques mois après sa participation au deuxième concile de Lyon. Probablement parce qu'Englebert a passé une grande partie de son mandat non pas à Cologne, mais à Bonn, il est enterré dans la cathédrale Saint-Martin de Bonn.